# Vasile Emilian Cutean
Vasile Emilian Cutean (n. 31 mai 1965, Sebeș, județul Alba) este un politician român, luptător în Revoluția din Decembrie 1989, fondator al Asociației Club 22, fost Secretar de Stat în guvernele Năstase și Boc, fost membru al Parlamentului României din partea Partidului Social Democrat. Din decembrie 2004 membru în Colegiul Național al Institutului Revoluției Române, numit prin decret al președintelui Ion Iliescu. A fost decorat cu medalia "Revoluția Română din Decembrie 1989.
A fost membru și președinte al Comisiei parlamentare a revoluționarilor din decembrie 1989.
În 2012 a fost condamnat definitiv la cinci ani de închisoare pentru abuz în serviciu, fapta conexa faptelor de corupție.
În 2016 Curtea de Apel București, după revizuirea dosarului, dispusa de CEDO, desființează sentințele prin care a fost condamnat>.

## Condamnarea penală

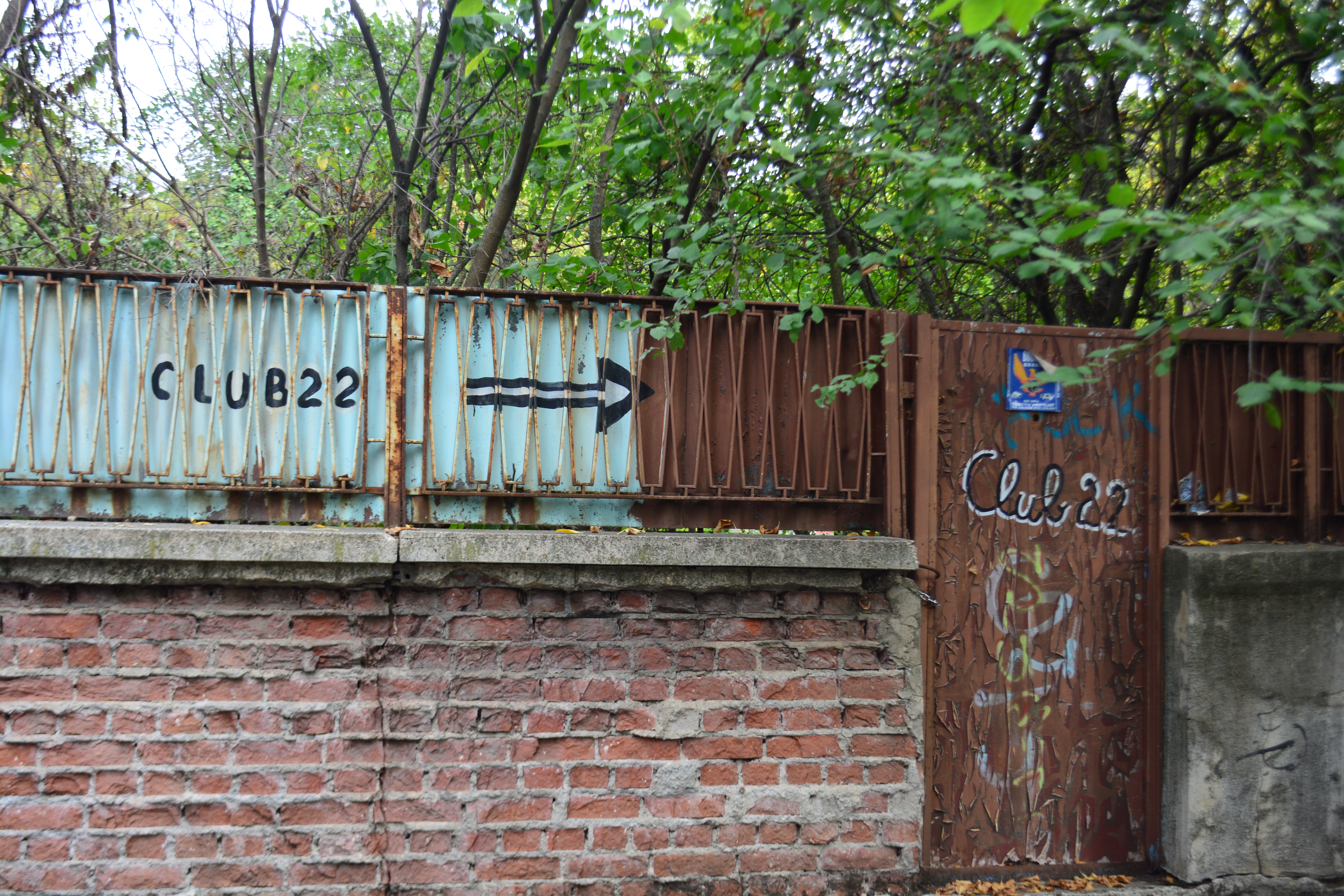
Parcela de teren Clubului 22 în Primăverii. Fosta casă a Emil Bobu; Cutean a locuit aici în anii 2000.

Până în decembrie 2004 a fost secretar de stat pentru problemele revoluționarilor. A fost învinuit de Departamentul Național Anticorupție că în această calitate ar fi virat nelegal 4 miliarde de lei vechi asociației de revoluționari pe care o conducea. După alte surse, suma a fost doar de 3 miliarde lei vechi, iar problema legală o constituie faptul că la data semnării ordinului de plată Emilian Cutean nu mai avea calitatea de secretar de stat, fiind destituit cu puțin timp înainte.
În anul 2006, a fost trimis în judecată de procurorii anticorupție sub acuzația că ar fi folosit în interes propriu nu mai puțin de 85.500 de euro din banii alocați revoluționarilor de la bugetul de stat.
La data de 15 iunie 2009 a fost condamnat la cinci ani de închisoare de Judecătoria Sectorului 1 al Capitalei, sentința nefiind definitivă.
La data de 4 aprilie 2011 a fost condamnat de către Tribunalul București la cinci ani de închisoare cu executare, sentința fiind atacată cu recurs la Curtea de Apel București..
În data de 7 februarie 2012 i-a fost respins recursul de către Curtea de Apel București, astfel că sentința din data la 4 aprilie 2011 a rămas definitivă.
Curtea Europeană a Drepturilor Omului, printr-o hotărâre pronunțată în 2 decembrie 2014, a stabilit că în cadrul procesului penal lui Vasile Emilian Cutean i-a fost încălcat dreptul la un proces echitabil deoarece "primul complet de judecată investit cu examinarea dosarului reclamantului a fost schimbat în timpul procedurii derulate în fața instanței de fond" iar "judecătorul care l-a condamnat nu a procedat la audierea directă a reclamantului și a martorilor", audiere directă care nu s-a produs nici la instanțele de apel și recurs. Deoarece "disponibilitatea transcrierilor declarațiilor nu poate compensa atingerea adusă principiului nemijlocirii probelor", CEDO a obligat statul român la plata unor despăgubiri către domnul Cutean de 2400 euro daune morale și 1953 euro cheltuieli de judecată.

## Desființare - condamnare penală
15.04.2016 - Curtea de Apel București - Admite cererea de revizuire formulată de Cutean Emilian. Desființează decizia penală nr.274/R/07.02.2012 a Curții de Apel București, decizia penală nr.141/A/01.04.2011 a Tribunalului București, sentința penală nr.442/15.06.2009 a Judecătoriei Sector 1 București.Trimite cauza spre rejudecare instanței de fond, Tribunalul București. Cheltuielile judiciare rămân în sarcina statului. Definitivă. 
Pronunțată în ședința publică, azi, 15.04.2016. Document: Hotărâre 664/2016  15.04.2016